# Raoul Bellanova
Raoul Bellanova (Rho, 17 mei 2000) is een Italiaans voetballer die bij voorkeur als rechtsback speelt. Hij tekende in 2024 voor Atalanta Bergamo. In 2024 debuteerde Bellanova voor Italië.

## Clubcarrière
Bordeaux haalde Bellanova in 2019 weg uit de jeugdacademie van AC Milan en verhuurde hem achtereenvolgens aan Atalanta, Pescara en Cagliari. In mei 2022 nam Cagliari Bellanova definitief over. Tijdens het seizoen 2022/23 werd hij verhuurd aan Inter Milan. In 2023 tekende Bellanova een vierjarig contract bij Torino, dat zeven miljoen euro betaalde voor de rechtsback. In 2024 trok hij naar Atalanta Bergamo.

## Interlandcarrière
Op 24 maart 2024 debuteerde Bellanova voor Italië tegen Ecuador. In juni 2024 werd hij opgenomen in de selectie voor het EK 2024 in Duitsland. Italië eindigde als tweede in een groep met Albanië, Spanje en Kroatië, waarna het in de achtste finales werd uitgeschakeld met een 2–0 nederlaag tegen Zwitserland. Bellanova kwam op het toernooi niet in actie.